# Chirițeni
Chirițeni – wieś w Rumunii, w okręgu Neamț, w gminie Hangu. W 2011 roku liczyła 487 mieszkańców.